# Bremia longipes
Bremia longipes är en tvåvingeart som först beskrevs av Jean-Jacques Kieffer 1901.  Bremia longipes ingår i släktet Bremia och familjen gallmyggor.
Artens utbredningsområde är Frankrike. Inga underarter finns listade i Catalogue of Life.